# Over ~Indies Version~
Singles de High and Mighty Color
Pride
(2005)
Over ~Indies Version~ est le 1er single indie de High and Mighty Color sorti sous le label SME Records le 24 novembre 2004 au Japon.

## Liste des titres de Over ~Indies Version~
Toutes les paroles sont écrites par High and Mighty Color.
| 1. | Over                                                   | 3:58 |
| 2. | Over ~Kijimuna-party mix~ (Over ~キジムナーparty mix~) | 6:07 |

Singles de High and Mighty Color
Pride Remix
(2005) Run☆Run☆Run
(2005)
Over est le 4e single de High and Mighty Color sorti sous le label SME Records le 20 avril 2005 au Japon. Il atteint la 11e place du classement de l'Oricon et reste classé 6 semaines pour un total de 52 989 exemplaires vendus.
Over a été utilisé comme thème musical pour l'émission Matthew's Best Hit TV. Over se trouve sur l'album G∞ver et sur les 2 compilations, 10 Color Singles et BEEEEEEST.

## Liste des titres de Over
Toutes les paroles sont écrites par High and Mighty Color.
| 1. | Over                    | 4:05 |
| 2. | Change                  | 3:37 |
| 3. | Insomnia (インソムニア) | 4:44 |
| 4. | Over (Instrumental)     | 4:03 |